# 什葉派新月帶

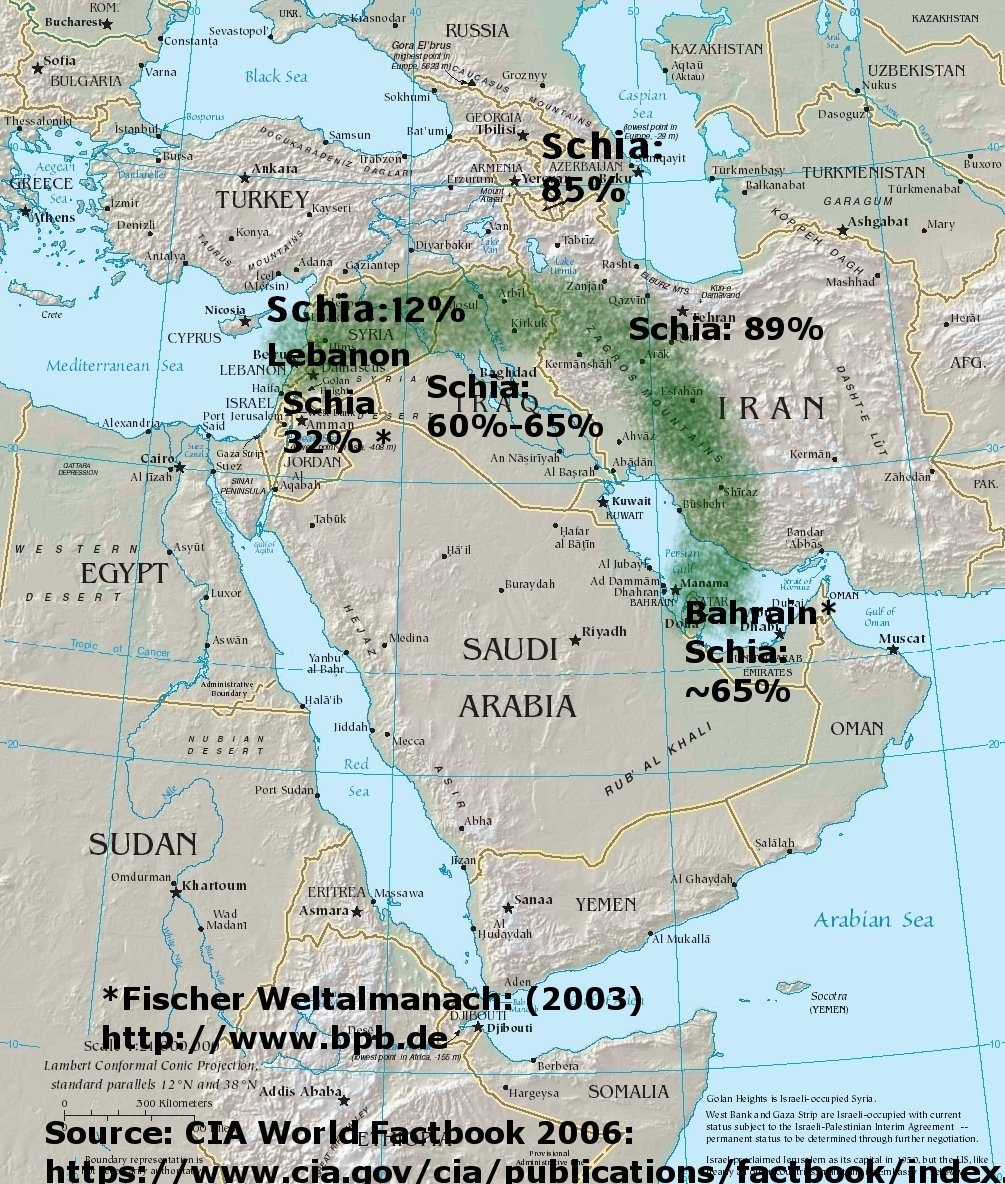
什葉派新月帶，圖中數字為什葉派信徒佔該國人口的比例

什葉派新月帶（阿拉伯语：‎，英語：或Shiite Crescent），又稱什葉派之弧（Shia Arc）及什葉派走廊（Shia Corridor），是指中東地區一條大多數人皈依什葉派，或國內存在具影響力的什葉派少數民族的新月形地帶。該地帶傳統意義上包括黎巴嫩、敘利亞、伊拉克與伊朗，廣義上則可帶入亞塞拜然、西阿富汗、葉門和巴林，其中伊朗、巴林、伊拉克及亞塞拜然的什葉派信徒佔人口過半。其內的教派除了十二伊玛目派之外，還包括伊斯瑪儀派、宰德派、阿拉维派與阿列维派。
隨著伊朗近年來致力整合所有什葉派穆斯林，什葉派新月帶已開始被用來代指受伊朗影響或控制的地區。另一方面，這術語亦顯示什葉派在中東的政治影響力日益月滋。

## 概述
什葉派新月帶這詞由約旦國王阿卜杜拉二世在2004年11月接受NBC新聞主持克里斯·馬修斯的訪問時首創，他擔心伊朗會利用伊拉克的什葉派勢力、其在該國的社會影響力以及與艾哈迈德·沙拉比和阿里·西斯塔尼的之間的關係，去干預2005年1月伊拉克国民议会选举的前期準備工作。國王也指控伊朗官方鼓勵其人民越境進入伊拉克參與投票，並透過民意調查影響後續的選舉結果，又在中間人的幫助下向失業的伊拉克人提供慰問金等福利，企圖藉此建立親伊朗的公眾輿論。部分入境的伊朗人更受過伊斯蘭革命衛隊的訓練，有為選舉過後的伊拉克製造麻煩的可能性。當時在遜尼派威脅，最後也真的杯葛選舉的背景下，伊拉克有可能出現由什葉派主導的政府，並受同屬一教派的伊朗影響。而共同的宗教會大力推進伊朗、伊拉克、由阿拉維派掌權的敘利亞和在黎巴嫩政治上有著舉足輕重影響力的什葉派民兵組織真主黨之間的潛在合作，後三者甚至可能成為伊朗在中東權力博弈中的代理人，從而改變兩大伊斯蘭教派的勢力平衡。
該術語的應用範圍隨後涵蓋至中東其他什葉派地區，在裡面什葉派信徒主導的國家是伊朗和伊拉克。什葉派穆斯林佔大多數的亞塞拜然因為在憲法上是一個世俗國家，且虔誠的什葉派教徒實際上要小得多的關係而經常被排除在什葉派新月帶之外。巴林的什葉派穆斯林人口過半，但其王室與政府皆為遜尼派當道。黎巴嫩、科威特、葉門、沙烏地阿拉伯、土耳其、阿富汗、巴基斯坦、印度以及佔人口最小的阿拉伯联合酋长国也存在大量什葉派少數群體，其中黎巴嫩的薄弱的中央政府結構使得真主黨得以涉入敘利亞內戰。
在2005年6月5日的霍梅尼死忌紀念日上，伊朗最高領袖大阿亞圖拉哈梅內伊指出「什葉派新月帶」只是美國和其盟友提出的分裂宗教戰略，奉勸什葉派和遜尼派要多加防範，並形容無論是美國支持的遜尼派，或是從倫敦市中心輸出到世界各地的什葉派，無一皆是傲慢的西方代理人、「撒旦的兄弟」。時任伊朗總統，立場屬溫和保守派的哈桑·魯哈尼在2015年12月27日的第29屆國際伊斯蘭統一會議上呼籲穆斯林國家要團結起來，努力改善伊斯蘭教的公眾形象，並補充道：「不存在什葉派或遜尼派新月帶之說，只有『伊斯蘭滿月』[…] 我們穆斯林現在身處在一個必須團結的世界裡面」。美國哲學家與語言學家诺姆·乔姆斯基在其著作《創造未來：佔領、干預、帝國和可持續性》中主張中東的大部分能源儲備都埋藏在「什葉派新月帶」下，伊朗在這地帶的影響力挑戰到試圖控制中東能源的美國，而華府的夢魘正是什葉派聯盟獨立在美國之外，完全掌控世界上最重要的石油儲備。
沙烏地阿拉伯王儲兼首相穆罕默德·本·薩勒曼的一名心腹在2016年1月主張，由於伊朗支持的霍梅尼主义民兵在伊拉克、敘利亞與葉門等國的活動變得頻繁的關係，阿拉伯世界面對著的不是「什葉派新月帶」，而是規模更大的滿月帶。隔年12月，伊斯蘭革命衛隊時任總司令穆罕默德·阿里·賈法里表示：「現今伊斯蘭國家已經建立起多個武裝抵抗組織，其他國家內部也有不同的小規模地下民兵網路，而未來我們將看得到他們的影響力」。根據他的說法，有大批的志願者已投入進敘利亞的「反恐鬥爭」之中。另外，賈法里在此之前亦談到伊朗需要培育出忠於他們的什葉派伊斯蘭陣營。

時任聖城軍指揮官卡西姆·蘇萊曼尼在2014年概述了哈米尼如何利用伊朗官方撐腰的霍梅尼主义武裝分子發動軍事叛亂，去推翻阿拉伯國家政府的戰略。當解釋到伊朗的目標是掌控「世界70%的石油」時，他表示：
「在伊朗領導之下的什葉派復興創造了兩極分化，也壯大了伊朗本身，而這已經過政治、安全和經濟方面的考量……我們知道伊朗、伊拉克與沙烏地阿拉伯控制了世界上大部分的石油，（沙烏地）阿拉伯排在老大、兩伊則分別屈居第二和第三，然後世界上大概70到80%的石油產自什葉派穆斯林的居住地。伊拉克的石油走廊在巴斯拉至巴格達之間；科威特及（沙烏地）阿拉伯的油田集中在达曼和卡提夫等什葉派聚居地，對伊朗來說亦然。什葉派的政治領導力大大增強了伊朗的民族力量」。

## 人口轉變與什葉化
費瑟國王學術與伊斯蘭教研究中心地貌学副教授侯賽因·易卜拉欣·格塔里布（Hussain Ibrahim Qutrib）於2016年發表一篇有關「有用的敘利亞」的人口在敘利亞內戰後發生變化的文章。「有用的敘利亞」此一術語由敘利亞總統巴沙尔·阿萨德在同年初首創，範圍大致上包括直轄市大馬士革以及哈馬省、霍姆斯省、拉塔基亞省、塔爾圖斯省和大馬士革農村省五大叙利亚省份。格塔里布指出這六個地區在2011年時佔敘利亞總人口的 46%，即約2,140萬中的980萬。從宗教角度來看，「有用的敘利亞」內有69%遜尼派、21%阿拉維派（什葉支派）、6%基督教、2%伊斯瑪儀派（什葉支派）、1%什葉派與1%德魯茲教。相比之下，「有用的敘利亞」內的人口到了2016年則從980萬下降到760萬，其人口結構在這五年間也發生了顯著的變化：52%遜尼派、24%阿拉維派、13%什葉派、7%基督宗教、3%伊斯瑪儀派和1%德魯茲教，而最突出的主要變化在於從1%爆炸性增長至13%的什葉派穆斯林。在2011年至2016件間，霍姆斯省和大馬士革農村省的人口變化尤其明顯，前者的遜尼派比例從87%雪崩式下降到54%，後者亦不惶多讓，從64%一瀉千里至21%。格塔里布將此現象將之為「什葉化」（Shiization）。

### 書籍
- Chomsky, Noam. . City Lights Publishers. 2012. ISBN 978-0872865372.

## 外部連結
- The Myth of the Shia Crescent （页面存档备份，存于）, Project Syndicate (May 2008)
- When the Shia Rise （页面存档备份，存于）, Foreign Affairs (July/August 2006)